# Ryojius
Genre
Ryojius est un genre d'araignées aranéomorphes de la famille des Linyphiidae.

## Distribution
Les espèces de ce genre se rencontrent en Chine, au Japon et en Corée du Sud.

## Liste des espèces
Selon World Spider Catalog (version 26, 19/02/2025) :
- Ryojius fanjingshanensis Irfan, Zhang & Peng, 2025
- Ryojius flosculus Irfan, Wang & Zhang, 2023
- Ryojius fodingshanensis Irfan, Zhang & Peng, 2025
- Ryojius furcatus Irfan, Zhang & Peng, 2022
- Ryojius japonicus Saito & Ono, 2001
- Ryojius latus Irfan, Wang & Zhang, 2023
- Ryojius lianghekouensis Irfan, Zhang & Peng, 2025
- Ryojius nanyuensis (Chen & Yin, 2000)
- Ryojius occidentalis Saito & Ono, 2001
- Ryojius simplex Irfan, Wang & Zhang, 2023

## Systématique et taxinomie
Ce genre a été décrit par Saito et Ono en 2001 dans les Linyphiidae.

## Étymologie
Ce genre est nommé en l'honneur de Ryoji Oi.

## Publication originale
- Saito & Ono, 2001 : « New genera and species of the spider family Linyphiidae (Arachnida, Araneae) from Japan. » Bulletin of the National Science Museum, sér. A, vol. 27, no 1, p. 1-59 (texte intégral).